# Familie Kok
De Familie Kok was een Nederlands artiestengezelschap dat vooral bekend werd na de Tweede Wereldoorlog als organisator van de befaamde Tiktak Show.
De groep bestond uit:
- Jean Kok (1902-1984)
- Corry Harmsen (1900-1993), echtgenote van Jean
- Joop Kok (1922-1992), zoon van Jean en Corry
- Mary Albers (1925-1982), echtgenote van Joop

Jean werd geboren als Jan in een arbeidersgezin in Gasselternijveenschemond. Tijdens zijn werk als landarbeider gaf hij zo nu en dan kleine voorstellingetjes en kreeg al snel het advies artiest te worden.
In 1922 trouwde hij met Corry, dochter van een binnenschipper en in Nieuw-Buinen opgegroeid. Samen trokken ze langs kermissen, feestavonden en jaarmarkten zoals de Zuidlaardermarkt. Nadat in 1922 zoon Joop werd geboren vestigde het gezin zich in Amsterdam. Toch bracht men nog het grootste deel van de tijd door in het noorden.
Vanaf zijn veertiende jaar ging Joop deel uitmaken van het gezelschap en vestigde het gezin zich in Assen waar ze een salonwagen gingen bewonen.
Tijdens de oorlog bleef de familie doorspelen waarbij men zich meer gingen toeleggen op cabaret.
Uit angst voor de Arbeitseinsatz dook de familie in 1944 onder.
Na de oorlog profiteerde de familie goed van de geweldige vraag naar amusement die toen ontstond. Joop kreeg kennis aan Mary die in de groep werd opgenomen. Ze had geen toneelervaring maar werd door de rest van de familie opgeleid en groeide uit tot een verdienstelijk zangeres.
Jean en Joop waren verdienstelijke muzikanten die onder andere samenspeelden met The Ramblers en Marcel Thielemans. Met name Joop was een virtuoos en veelgevraagd accordeonist.
Door hun contacten in de Amsterdamse amusementswereld kon de familie geregeld landelijk bekende artiesten aan zich binden. Enkelen van hen zijn: Max van Praag, IJf Blokker, Van Capelle en Frans van Schaik. In 1946 werd de bekende komiek Max Tailleur ingehuurd om de fijne kneepjes van het moppen vertellen te leren.
In hun voorstellingen gebruikte de familie vaak teksten van Tailleur en Jacques van Tol.

## De Tiktak Shows
In 1949 werd de familie Kok benaderd door de firma Tiktak voor het organiseren van een show voor klanten van de firma. Deze eerste show werd uitgevoerd op 29 januari 1949 in hotel Piest in Rolde. Het viel in de smaak en de familie kreeg de opdracht nog twintig voorstellingen te geven. Na drie optredens bleek het succes zo groot dat Tiktak het aantal voorstellingen verhoogde tot veertig. Uiteindelijk werden in dat eerste seizoen maar liefst 149 voorstellingen gegeven.
De eerste twee seizoenen bestond de voorstelling uit niet veel meer dan de Familie Kok met daarachter een klein orkest. Toch werden de shows gedurende die twee jaren bezocht door ongeveer 150.000 bezoekers.
Tot 1970 werd ieder seizoen een nieuwe show opgezet. Daaraan werd meegewerkt door een keur aan Nederlandse en internationale artiesten. Vele latere beroemdheden hebben hier hun eerste schreden gezet in het artiestenvak.
Gedurende de zestiger jaren nam de publiek belangstelling voor de Tiktak Shows geleidelijk af, door allerlei veranderingen in de maatschappij eromheen. Toen de firma Tiktak in 1970 besloot er een punt achter te zetten maakte ook de familie Kok van deze gelegenheid gebruik om hun leven te veranderen. Jean en Corry gingen van hun welverdiende pensioen genieten en Joop en Mary richtten zich op het contracteren van artiesten en danseressen voor nachtclubs aan Thorbecke- en Rembrandtplein in Amsterdam.